# Podocarpus buchii
Podocarpus buchii — вид хвойних рослин родини подокарпових.

## Поширення, екологія
Країни поширення: Домініканська Республіка, Гаїті. Утворює кущ або невелике дерево до 15 м заввишки. Цей вид може жити в хмарних лісах, зазвичай на північних схилах з листяних порід і деревоподібних папоротях (1100 до 2500 м над рівнем моря). У Домініканській Республіці, пов'язані види включають: Brunella comocladifolia, Didymopanax tremulus, Garrya fadyenii, Juniperus, Magnolia, Pinus occidentalis, Rapanea ferruginea, Vaccinium cubense. Як субстрат можуть бути жорсткі карстові вапняки (Гаїті) або червоні глинисті ґрунти.

## Використання
Використання не зафіксовано для цього виду.

## Загрози та охорона
Вид знаходиться під постійною загрозою від втрати середовища проживання через сільське господарство, лісозаготівлі, вогонь і урагани. На Гаїті росте в фр. La Visite National Park. У Домініканській Республіці в ісп. Sierra de Bahoruco National Park.